# Республика Баден
Респу́блика Ба́ден (нем. Republik Baden) — одна из немецких земель в 1918—1945 гг. 
Сейчас Баден является частью современной немецкой земли (государства) Баден-Вюртемберг.

## История

### Революция в Бадене
Последней попыткой сохранения монархии стала реформа избирательной системы, прошедшая 2 ноября 1918 года в условиях угрожавшей Германской империи в последние дни Первой мировой войны революции и кризисного состояния правительства Великого Герцогства Баден. 8 ноября были созданы советы трудящихся и солдатов в Ларе и Оффенбурге. На следующий день аналогичные советы были созданы в Мангейме и Карлсруэ, правительство герцогства ушло в отставку. 10 ноября временное правительство было сформировано в Карлсруэ, реорганизация революционных различных советов состоялась на следующий день. 11 ноября Собрание баденских рабочих и солдатских советов (Versammlung badischer Arbeiter- und Soldatenräte) избрало Земельный комитет баденских рабочих и солдатских советов (Landesausschuss badischer Arbeiter- und Soldatenräte) и Временное правительство (provisorische Regierung). 13 ноября великий герцог Фридрих II отказался от всех руководящих обязанностей и 22 ноября отрёкся от короны, почти за неделю до отречения императора (кайзера) Вильгельма II. Временное правительство объявило об установлении Freie Volksrepublik Баден (Народной Республики Баден) 14 ноября 1918 года, на 5 января 1919 года назначили новые выборы.

### Новая Республика
Национальное собрание было создано 12 января 1919 года христианско-демократической Партией Центра, что опередила СДПГ. Вместе эти две партии получили 91,5 % всех голосов. На 1 апреля парламент Бадена (земельный совет — ландтаг) сформировал правительство из членов Веймарской коалиции. До 1933 года Баден в основном регулируется Центральной Партией. 21 марта 1919 года ландтаг единогласно принял новую конституцию. Народное голосование одобрило конституцию 13 апреля. Это народное голосование было первым в немецкой истории, а баденская конституции была единственной принятой всенародным голосованием в Германии в период Веймарской республики.

### Баден при нацистском режиме
После прихода в 1933 году к власти в Германии НСДАП Народная республика Баден, как и все другие немецкие государства, была подвергнута процессу унификации (Gleichschaltung), который сводился к ликвидации суверенитета земель. Высшая власть в Бадене в марте — мае 1933 года перешла к назначенному рейхсштатгальтером (имперским наместником) гауляйтеру Бадена Роберту Генриху Вагнеру, главой правительства (министром-президентом) стал нацист Вальтер Кёлер. После разгрома в 1940 году Франции Эльзас перешёл в состав нацистской Германии и был объединён с Баденом в гау «Баден-Эльзас» со столицей в Страсбурге.

### Послевоенный период
Через оккупации союзников послевоенной Германии, Баден был разделён на американскую и французскую зоны оккупации. Разделение было сделано так, чтобы автобан, соединяющий Карлсруэ и Мюнхен (сегодня A8), полностью был в американской зоне. Эти северные земли вошли в состав Вюртемберг-Бадена 19 сентября 1945 года, а южные земли оккупации (известные как Южный Баден, или просто Баден) перешли под управление французской администрации. Эти две части Бадена слились с бывшими Народным государством Вюртемберг 23 апреля 1952 года в качестве новой немецкой земли Баден-Вюртемберг.

## Правительство
Законодательный орган — ландтаг (landtag), избирался населением по пропорциональной системе сроком на 4 года, исполнительный орган — государственное министерство (staatsministerium), состоявшее из государственного президента (staatspräsident) и министров, назначалось ландтагом.
|                               | Имя                     | Вступление в должность                                         | Отставка         | Партия |
| ----------------------------- | ----------------------- | -------------------------------------------------------------- | ---------------- | ------ |
| 1                             | Антон Гейб              | 10 ноября 1918                                                 | 14 августа 1920  | СДПГ   |
| 2                             | Густав Транк            | 14 августа 1920                                                | 23 ноября 1921   | Центр  |
| 3                             | Германн Хуммель         | 23 ноября 1921                                                 | 23 ноября 1922   | НДП    |
| 4                             | Адам Реммеле            | 23 ноября 1922                                                 | 23 ноября 1923   | СДПГ   |
| 5                             | Генрих Кёлер            | 23 ноября 1923                                                 | 23 ноября 1924   | Центр  |
| 6                             | Вилли Гельпах           | 23 ноября 1924                                                 | 23 ноября 1925   | НДП    |
| -                             | Густав Транк (2-й срок) | 23 ноября 1925                                                 | 23 ноября 1926   | Центр  |
| -                             | Генрих Кёлер (2-й срок) | 23 ноября 1926                                                 | 3 февраля 1927   | Центр  |
| -                             | Густав Транк (3-й срок) | 3 февраля 1927                                                 | 23 ноября 1928   | Центр  |
| -                             | Адам Реммеле (2-й срок) | 23 ноября 1927                                                 | 23 ноября 1928   | СДПГ   |
| 7                             | Йозеф Шмитт             | 23 ноября 1928                                                 | 20 ноября 1930   | Центр  |
| 8                             | Франц Йозеф Виттеманн   | 20 ноября 1928                                                 | 10 сентября 1931 | Центр  |
| -                             | Йозеф Шмитт (2-й срок)  | 10 сентября 1931                                               | 11 марта 1933    | Центр  |
| Рейхсштатгальтер и Гауляйтер  |                         |                                                                |                  |        |
|                               | Роберт Генрих Вагнер    | 11 марта (до 5 мая 1933 как рейхскомиссар и министр-президент) | апрель 1945      | НСДАП  |
| Назначаемый министр-президент |                         |                                                                |                  |        |
|                               | Вальтер Кёлер           | 6 мая 1933                                                     | апрель 1945      | НСДАП  |

## Административное деление
Территория Бадена делилась на 4 округа (Landeskommissärbezirk), округа делились на районы (Bezirksamt), районы на города (stadt) и общины (gemeinde):
- Фрайбургский округ (Landeskommissärbezirk Freiburg)
- Карлсруйский округ (Landeskommissärbezirk Karlsruhe)
- Констанцский округ (Landeskommissärbezirk Konstanz)
- Маннхеймский округ (Landeskommissärbezirk Mannheim)

Округа возглавлялись земскими комиссарами (Landeskommissäre), назначаемыми премьер-министром, районы возглавлялись амтманнами (amtmann), назначавшиеся премьер-министром.

## Правовая система
Суд апелляционной инстанции - Карлсруйский Оберландесгерихт (Oberlandesgericht Karlsruhe), суды первой инстанции - ландгерихты (landgericht), низшее звено судебной системы - амтсгерихты (amtsgericht):
- (Фрайбургский округ)
  - Фрайбургский Ландгерихт (Landgericht Freiburg)
  - Оффенбургский Ландгерихт (Landgericht Karlsruhe)
- (Карлсруйский округ)
  - Карлсруйский Ландгерихт (Landgericht Karlsruhe)
- (Констанцский округ)
  - Констанцский Ландгерихт (Landgericht Konstanz)
  - Вальдсхутский Ландгерихт (Landgericht Waldshut)
- (Маннхеймский округ)
  - Маннхеймский Ландгерихт (Landgericht Mannheim)
  - Мосбахмский Ландгерихт (Landgericht Mosbach)